# 施祥德
施祥德（1983年4月1日—），台灣電影、廣告、紀錄片導演、編劇、監製，出生於台北市，中國文化大學新聞學系畢業。2018以公益微電影《用心飛翔》獲得第6屆溫哥華國際華語電影節紅楓葉獎最佳導演獎、第3屆寧波國際微電影節微電影單元最佳導演獎，2019年入圍法國尼斯國際電影節最佳導演。

## 生平
2004年大二期間，20歲即展開導演創作之路，2007年創立鬥士陳創意工作室，2011年創立禾閎廣告有限公司。
2013年執導公益微電影《愛不走，愛不放手》，該片改編自家扶基金會真實案例，並獲得Yahoo年度10大最夯影片。
2018年執導微電影《用心飛翔》，該片是台灣首部以脊髓性肌肉萎縮症（SMA）為主題的罕病公益微電影，由謝祖武、李維維主演，獲得第6屆溫哥華國際華語電影節紅楓葉獎最佳導演獎、第3屆寧波國際微電影節微電影單元最佳導演獎、美國波士頓兒童電影節最佳外語入圍、法國尼斯國際電影節最佳導演／最佳編劇入圍、南非國際電影節最佳外語短片入圍等9大電影節肯定。
施祥德以關心社會及弱勢為職志，透過鏡頭將愛與關懷傳遞給社會大眾。從事紀錄片及電影創作多年，擅長以寫實的影像觸動人心，從影片中展現細緻綿密的情感鋪陳。

## 導演作品

### 紀錄片
- 2009年《八八風災紀錄片》。
- 2011年《午安．幸福：小花的牛奶》、《午安．幸福：霸王模範生》、《午安．幸福：幸福雙重奏》、HTC《新店/桃園廠區興建計畫紀錄影片》。
- 2012年《午安．微笑：我聽不懂媽媽的話》、《午安．微笑：我聽到鐘聲了》、《午安．微笑：我很幸福》、震旦集團《愛心公益紀錄片》、《得勝者形象紀錄影片》、《聲動之旅-國境邊上的聲音》。
- 2013年《午安．希望：阿嬤，我想要電腦》、《午安．希望：他們，讓我留下來》、《午安．希望：孩子，你慢慢來》、《不只是紙 –決戰伸展台》、《雲端愛筵圓夢計畫》、《杉本博司個展：TIME EXPOSED》、《1+1新年的鼓勵》。
- 2014年《午安．飛翔：放風箏的孩子》、《午安．飛翔：從0到100》、《午安．飛翔：三姐妹的『家』》、《為愛不放棄》、《為希望開一扇窗》、《得到愛 分享愛》、《點燃生命之火》、《包裝大復活》、《色彩學學-學生美感體驗校外教學》、《馬上來玩－色彩種子藝術工作坊》。
- 2015年《午安．喜樂：阿公的心願》、《午安．喜樂：只要我長大》、《午安．喜樂：我家對面的家》、《我不做大哥很久了》、《如果．人生可以重來》、《希望升起》、中華民國心臟基金會《相信明天》。
- 2016年《午安．陽光：回家》、《午安．陽光：快閃活動》、《全家救助套餐紀錄片》x 侯昌明＆吳怡霈、《記在心肝頭》、《我們比別人還幸福》、《指望》、屏東基督教醫院《老舵手計畫：做自己生命的主人》。
- 2017年《午安．加油：小威加油》、《午安．加油：線西籃球 少年籃球夢》、《被遺忘的部落》。
- 2018年 台灣脊髓肌肉萎縮症病友協會《跨一步，夢想》、《午安．寶貝：再一次機會》、《幸福是什麼》、《豐富的幸福》、《複製愛》。
- 2019年《午安．成長：重拾的靈魂》、《午安．成長：待放的人生》、1919食物銀行《我的名字》、《複製愛》。

### 微電影
- 2013年 《愛不走，愛不放手》× 賈靜雯＆于卉喬。
- 2014年 《背包女孩的願望》× 蔡依林、《五分之一的遭遇》× 許維恩＆廖語晴。
- 2015年 《午安．喜樂》× 田馥甄、《愛家》× 林美秀。
- 2016年 《妻子的眼淚》。
- 2017年 《結婚倒數180天》× 黃騰浩＆潘嘉麗、《等待》。
- 2018年 《用心飛翔》× 謝祖武＆李維維、《照著妳的愛》× 于台煙＆魏如昀。

### 廣告
- 2009年 亞新生物科技《亞新樟芝》、《記得當時年紀小》× 黃韻玲。
- 2010年《給夢一雙翅膀》× 傅娟。
- 2011年《午安．幸福》× 吳淡如、捷運心文化運動《青春啦啦隊》、adidas《夏日大逃走系列宣傳影片》、《NEO Label 2012春夏宣傳影片》。
- 2012年《午安．微笑》× 蕭敬騰、財團法人台北市視障者家長協會《eye鼓勵新視界》。
- 2013年 中華基督教救助協會《1919食物銀行》、臺東縣政府《台東熱潮微電影大賽》、中華海洋生技《台灣小分子褐藻醣膠》。
- 2014年《午安．飛翔》× 林依晨、督洋生技《tokuyo極4D按摩椅》× 蕭敬騰、中華海洋生技《點燃生命新希望》、家扶基金會《打開家門讓愛住進來》× 李李仁、兒童福利聯盟文教基金會《背包女孩的願望》× 蔡依林。
- 2015年《午安．喜樂》× Hebe田馥甄、中華基督教救助協會《1919食物銀行》、雀巢立攝適《愛家》× 林美秀、乳癌防治基金會《助她幸福》× 于美人。
- 2016年《午安．陽光》× 梁文音、《幸福車票》× 孫越、《全家救助套餐紀錄片》、中國信託Yahoo聯名信用卡《感恩趴下禮》、中華海洋生技《台灣小分子褐藻醣膠 褐抑定》、摩爾空間個人倉庫《租空間．省空間．就找摩爾空間》、家扶基金會《無窮世代》× 黃嘉千＆夏天。
- 2017年  捷寶建設《捷寶君品》、SAiRacing《SAiRacing 品牌形象影片》、《午安．加油》× 林俊傑、中華基督教救助協會《1919食物銀行》、《幫助他重新站立》× 孫越  、Macallan《麥卡倫時空裂縫派對X回憶盡是 珍稀奢想》、兒童福利聯盟文教基金會《媽媽再見》× 林心如、家扶基金會《無窮世代》× 吳克群、中國信託無印良品JCB聯名卡《放空篇》＆《角色篇》、《安聯人壽投資型保單網路廣告》、摩爾空間個人倉庫《一家一倉新主張》× 方馬丁。
- 2018年  Kiehl's《Kiehl's 愛+1》× 林宥嘉、兒童福利聯盟文教基金會《一起陪凱凱等家》× 徐若瑄、《午安．寶貝》× 陳妍希、中華基督教救助協會《食食來相助 餐餐有飯吃》× 胡盈禎、《複製愛》× 宋逸民&宋達民。
- 2019年《午安．成長》× 賈靜雯、中華基督教救助協會《食食來相助 餐餐有飯吃》× 安心亞、中華基督教救助協會《給口渴的人一杯涼水》× 夏嘉璐、家扶基金會《包圍受虐兒》、得恩堂眼鏡《專業改變視界》、開元食品《十年育職人 百年育樹人》。
- 2020年 水根肉乾× 壯壯
- 2021年 QV《健康四季美肌》
- 2021年 中華基督教救助協會《食食來相助 餐餐有飯吃》× 吳慷仁

### MV
- 2013年 花漾年華《沒有捨不得》
- 2014年 大女孩《愛以類聚》、CS晨悠《寂寞刮鬍刀》
- 2015年 劉芳《聽聽貝多芬》
- 2021年 陳勢安 《只要我還在》

### 動畫
- 2016年 舒潔 x 一下迷路一下爆走《即刻救援之搶救森林大作戰》
- 2017年 雀巢飲沛《3效營養素：癌友免疫營養致勝3守則》、中華海洋生技《FUCO 歷險記》

## 個人得獎紀錄

### 導演得獎紀錄
| 年份   | 頒獎典禮                          | 獎項       | 影片         | 結果 |
| ------ | --------------------------------- | ---------- | ------------ | ---- |
| 2018年 | 第6屆溫哥華國際華語電影節紅楓葉獎 | 最佳導演獎 | 《用心飛翔》 | 獲獎 |
| 2018年 | 第3屆寧波國際微電影節             | 最佳導演獎 | 《用心飛翔》 | 獲獎 |
| 2018年 | 第3屆金童象兒童電影周             | 最佳導演獎 | 《用心飛翔》 | 獲獎 |
| 2019年 | 法國尼斯電影節                    | 最佳導演   | 《用心飛翔》 | 提名 |

### 編劇得獎紀錄
| 年份   | 頒獎典禮                  | 獎項             | 影片              | 結果 |
| ------ | ------------------------- | ---------------- | ----------------- | ---- |
| 2017年 | MOD微電影暨金片子創作大賽 | 愛爾達劇本合作獎 | 《結婚倒數180天》 | 獲獎 |
| 2019年 | 法國尼斯電影節            | 最佳編劇獎       | 《用心飛翔》      | 提名 |

### 攝影得獎紀錄
| 年份   | 頒獎典禮                          | 獎項       | 影片           | 結果 |
| ------ | --------------------------------- | ---------- | -------------- | ---- |
| 2016年 | 第2屆粵港澳台微影視作品文化交流周 | 最佳攝影獎 | 《愛一直都在》 | 獲獎 |
| 2019年 | 米蘭電影節                        | 最佳攝影獎 | 《用心飛翔》   | 提名 |

## 作品得獎紀錄
| 年份   | 頒獎典禮                          | 獎項               | 影片                 | 結果 |
| ------ | --------------------------------- | ------------------ | -------------------- | ---- |
| 2013年 | Yahoo年度10大最夯影片             | TOP 10             | 《愛不走，愛不放手》 | 獲獎 |
| 2015年 | 年度台灣10大精選行銷類微電影      | 非營利組織組金獎   | 《五分之一的遭遇》   | 獲獎 |
| 2016年 | 第2屆粵港澳台微影視作品文化交流周 | 最佳攝影獎         | 《愛一直都在》       | 獲獎 |
| 2016年 | 第3屆全球華人福音微電影           | 福音傳播金鷹獎     | 《愛一直都在》       | 獲獎 |
| 2016年 | 華書傳愛聯盟 愛.傳遞影片          | 甄選大賽第一名     | 《愛一直都在》       | 獲獎 |
| 2017年 | MOD微電影暨金片子創作大賽         | 愛爾達劇本合作獎   | 《結婚倒數180天》    | 獲獎 |
| 2018年 | 第6屆溫哥華國際華語電影節紅楓葉獎 | 最佳導演獎         | 《用心飛翔》         | 獲獎 |
| 2018年 | 第3屆金童象兒童電影周             | 最佳導演獎         | 《用心飛翔》         | 獲獎 |
| 2018年 | 波士頓國際兒童電影節              | 最佳短片獎         | 《用心飛翔》         | 獲獎 |
| 2018年 | 第3屆寧波國際微電影節             | 最佳導演獎         | 《用心飛翔》         | 獲獎 |
| 2018年 | 第3屆寧波國際微電影節             | 最佳影片金螺獎     | 《用心飛翔》         | 提名 |
| 2018年 | 天津濱海國際電影節                | 最佳影片獎         | 《用心飛翔》         | 提名 |
| 2019年 | 南非國際電影節                    | 最佳外語片         | 《用心飛翔》         | 提名 |
| 2019年 | 羅馬尼亞國際電影節                | 最佳外語短片       | 《用心飛翔》         | 提名 |
| 2019年 | 比利時非凡電影節                  | 最佳觀眾票選影片獎 | 《用心飛翔》         | 獲獎 |
| 2019年 | 法國尼斯電影節                    | 最佳導演獎         | 《用心飛翔》         | 提名 |
| 2019年 | 法國尼斯電影節                    | 最佳編劇獎         | 《用心飛翔》         | 提名 |
| 2019年 | 米蘭電影節                        | 最佳攝影獎         | 《用心飛翔》         | 提名 |
| 2019年 | 米蘭電影節                        | 最佳剪輯獎         | 《用心飛翔》         | 提名 |

## 外部連結
- 施祥德在互联网电影资料库（IMDb）上的資料（英文）
- YouTube上的施祥德頻道
- 禾閎廣告官網 （页面存档备份，存于）
- 禾閎廣告有限公司/鬥士陳創意工作室的Facebook專頁